# Мусайту
Мусайту (на молдовски: Musaitu) е село, разположено в Тараклийски район, Молдова.

## Население
Населението на селото през 2004 година е 1081 души, от тях:
- 760 – украинци (70,30 %)
- 124 – молдовци (11,47 %)
- 84 – руснаци (7,77 %)
- 67 – гагаузи (6,19 %)
- 38 – българи (3,51 %)
- 2 – цигани (0,18 %)
- 6 – други националности или неопределени (0,55 %)